# Рудня-Нисимковичская
Рудня-Нисимковичская (бел. Рудня-Нісімкавіцкая) — деревня в Нисимковичском сельсовете Чечерского района Гомельской области Беларуси.
На востоке граничит с Чечерским биологическим заказником.

## География

### Расположение
В 18 км на восток от Чечерска, 55 км от железнодорожной станции Буда-Кошелёвская (на линии Гомель — Жлобин), 83 км от Гомеля.

### Гидрография
На реке Покоть (приток реки Сож).

## Транспортная сеть
Транспортные связи по просёлочной, затем автомобильной дороге Светиловичи — Залесье. Планировка состоит из 2 разделённых рекой и связанных мостом частей: восточной (короткая меридиональная улица) и западной (к улице почти меридиональной ориентации присоединяется на юге короткая улица, ориентированная с юго-запада на северо-восток). Застройка двусторонняя, деревянная, усадебного типа.

## История
Согласно письменным источникам известна с XIX века как селение в Покотской волости Гомельского уезда Могилёвской губернии. Согласно ревизским материалам 1859 года в составе Чечерского поместья графа И. И. Чернышова-Кругликова. В 1871 году жители захватили 150 десятин помещичьего леса, о чём граф И. И. Чернышов-Кругликов сообщал министру внутренних дел. В 1881 году работал хлебозапасный магазин. Согласно переписи 1897 года действовали часовня, хлебозапасный магазин, 2 ветряные мельницы, кузница. В 1909 году 1371 десятина земли.
В 1926 году работали почтовый пункт, начальная школа. 78 процентов жителей составляли католические семьи. С 8 декабря 1926 года до 29 октября 1934 года центр Нисимковичскоруднянского сельсовета Светиловичского, с 4 августа 1927 года Чечерского районов Гомельского (до 26 июля 1930 года) округа. В 1930 году организован колхоз «Красный флаг», работали ветряная мельница, кузница и шерсточесальня. 59 жителей погибли на фронтах Великой Отечественной войны. Согласно переписи 1959 года в составе совхоза «Нисимковичи» (центр — деревня Нисимковичи).

## Население

### Численность
- 2004 год — 43 хозяйства, 59 жителей.

### Динамика
- 1881 год — 76 дворов.
- 1897 год — 108 дворов, 804 жителя (согласно переписи).
- 1909 год — 117 дворов, 830 жителей.
- 1926 год — 152 двора, 856 жителей.
- 1959 год — 393 жителя (согласно переписи).
- 2004 год — 43 хозяйства, 59 жителей.